# Eilema fuscipes
Eilema fuscipes là một loài bướm đêm thuộc phân họ Arctiinae, họ Erebidae.